# Gato Dumas
Carlos Alberto Dumas Lagos, más conocido como Gato Dumas (Buenos Aires, 20 de julio de 1938 - Buenos Aires, 14 de mayo de 2004) fue un cocinero profesional y presentador de televisión argentino. Considerado un bon vivant, dedicó su vida a sus restaurantes, a escribir libros, a la docencia y a conducir programas de televisión de cocina.

## Biografía
Hijo único de padres con una intensa vida social, pasó muchas horas de su infancia en la cocina sentado en un banco mirando todo lo que hacía Pilar, la cocinera de la familia. Ya a los tres años, se vistió con chaqueta, delantal y gorro para cocinar junto a su abuelo, el escultor y cocinero aficionado Alberto Lagos.
Estudió arquitectura hasta que, en 1959, le comunicó a su padre que dejaba las maquetas para viajar a Londres a cocinar. Allí conoció a quien fuera su maestro, Robert Carrier, con quien trabajó en "The Angel", en el barrio de Islington. Carrier tuvo dos restaurantes y una escuela de cocina en Londres hasta principios de los años 1980. 
Vivió en Londres hasta marzo de 1963, cuando volvió a Buenos Aires e inauguró su primer restaurante, "La Chimère", en el barrio de Recoleta. A "La Chimère" le siguieron "La Termita", "Hereford", "La Jamonería de Vieytes", el "Drugstore" de Recoleta, "Clark´s", "La Terraza del Gato Dumas", "La Rotisería de Pilar", un enorme barco, "El Delta Queen", y "Carpaccio", entre otros.
En 1973 viajó a San Pablo, donde estableció el "Clark's São Paulo". En 1975 se trasladó a Búzios, donde construyó "La Posada La Chimère", en honor a su primer restaurante. Siete años más tarde volvió a Buenos Aires para iniciar su segundo ciclo en Argentina con "Gato Dumas", "La Bianca" y "El Nuevo Gato".
Sus cualidades histriónicas y su personalidad carismática lo llevaron a las pantallas de televisión, donde una vez más logró destacarse y entretener con sus historias de vida. Marcó un antes y un después en los programas culinarios de televisión, que terminaron por consagrarlo como referente de la cocina nacional y mundial. Tuvo programas en Canal 13, Canal 9, América TV y El Gourmet. 
Escribió numerosos artículos para diarios y revistas. Publicó cinco libros, uno de ellos en coautoría con Ramiro Rodríguez Pardo y otro con Roberto Zapico Antuña.
En 1998, junto a sus discípulos Guillermo Calabrese y Martiniano Molina, fundó el Instituto Gato Dumas, institución de enseñanza gastronómica con filiales en Argentina, Uruguay y Colombia. 
Tuvo cinco hijos de dos matrimonios. Tuvo cuatro hijos en su primer matrimonio con Lala Snee y una hija (Olivia) con Mariana Gassó, 26 años más joven que él. Además tenía 4 nietos, hijos de su hija Siobhan.
Murió el 14 de mayo de 2004, a los 65 años, en Buenos Aires, debido a una afección pulmonar, un mes después de ser operado de un cáncer de próstata.

## Distinciones
Obtuvo el premio Prensario por mejor programa de interés general y estuvo nominado en tres oportunidades para el premio Martín Fierro.
En 1992 recibió en Perú una distinción de honor al más destacado cocinero creativo de América Latina otorgado por la Asociación de Reporteros y Escritores Gastronómicos de América Latina, Miami, Quebec y España (AREGALA).
En 1993 fue jurado, en Lyon, en el concurso Bocuse d'Or como representante de América Latina.
En reconocimiento a su trayectoria y por haber sido considerado como el más sobresaliente cocinero de carácter internacional por la riqueza cultural de sus programas de televisión, fue condecorado con la medalla de plata y el diploma de turismo por la Federación Empresaria Hotelera y Gastronómica de la República Argentina (FEHGRA) y por la Secretaría de Turismo de la Nación.

## Libros
- Las Recetas del Gato Dumas
- 140 Recetas Inéditas. 1995. (Con Ramiro Rodríguez Pardo)
- Gato Dumas Cocinero. Secreto y Especialidades
- Mis Historias y mis recetas